# فناوری موبایل
فناوری موبایل به فناوری مورد استفاده برای ارتباطات سلولی اشاره دارد. فناوری موبایل در چند سال گذشته به سرعت پیشرفت کرده است. از ابتدای این هزاره، یک دستگاه موبایل استاندارد از یک پیجر ساده دوطرفه به یک تلفن همراه، دستگاه ناوبری GPS، مرورگر وب تعبیه‌شده، کلاینت پیام‌رسانی فوری و کنسول بازی دستی تبدیل شده است. بسیاری از کارشناسان معتقدند که آینده فناوری کامپیوتر در محاسبات موبایل با شبکه‌های بی‌سیم نهفته است. محاسبات موبایل از طریق تبلت‌ها در حال محبوب‌تر شدن است. تبلت‌ها در شبکه‌های 3G و 4G در دسترس هستند.

## همگرایی ارتباطات موبایل[۱]
نیکولا تسلا در سال 1890 پایه‌های نظری ارتباطات بی‌سیم را بنا نهاد. گوگلیلمو مارکونی، که به عنوان پدر رادیو شناخته می‌شود، اولین بار سیگنال‌های بی‌سیم را در سال 1894 به مسافت دو مایل ارسال کرد. فناوری موبایل تغییرات بزرگی در جامعه انسانی ایجاد کرد. استفاده از فناوری موبایل در ادارات دولتی نیز به جنگ جهانی اول برمی‌گردد. در سال‌های اخیر، ادغام فناوری ارتباطات موبایل و فناوری اطلاعات، فناوری موبایل را به کانون توجه صنعت تبدیل کرده است. با ادغام فناوری ارتباطات موبایل و فناوری محاسبات موبایل، فناوری موبایل به تدریج بالغ شده و تعامل موبایلی که توسط کاربرد و توسعه فناوری موبایل به وجود آمده، امکان اتصال و ارتباط آنلاین برای محاسبات فراگیر و ارتباط و تبادل اطلاعات در هر زمان و هر مکان را فراهم کرده است، فرصت‌ها و چالش‌های جدیدی را برای کار موبایل به ارمغان آورده و تغییرات بیشتری در اشکال اجتماعی و سازمانی را ترویج می‌کند.
ادغام فناوری اطلاعات و فناوری ارتباطات تغییرات بزرگی را در زندگی اجتماعی ما به ارمغان می‌آورد. فناوری موبایل و اینترنت به نیروهای محرک اصلی توسعه فناوری‌های اطلاعات و ارتباطات تبدیل شده‌اند. استفاده از شبکه‌های ارتباطات موبایل با پوشش بالا، شبکه‌های بی‌سیم با سرعت بالا و انواع مختلف ترمینال‌های اطلاعات موبایل، فضای وسیعی را برای تعامل موبایل باز کرده است. و به یک شیوه محبوب و متداول زندگی و کار تبدیل شده است. به دلیل جذابیت تعامل موبایلی و توسعه سریع فناوری‌های جدید، ترمینال‌های اطلاعات موبایل و شبکه‌های بی‌سیم در آینده به هیچ وجه کمتر از مقیاس و تأثیر کامپیوترها و شبکه‌ها نخواهند بود. توسعه دولت موبایل و تجارت موبایل فرصت‌های جدیدی را برای بهبود سطح مدیریت شهری، ارتقای سطح و کارایی خدمات عمومی و ایجاد دولتی پاسخگو، کارآمد، شفاف و مسئولیت‌پذیر فراهم کرده است. همچنین کمک به پل‌زدن بر شکاف دیجیتالی و ارائه خدمات همگانی و خدمات چابک به شهروندان می‌کند. ادغام و توسعه فناوری اطلاعات و ارتباطات به شکل‌گیری جامعه اطلاعاتی و جامعه دانش کمک کرده و همچنین به نوآوری کاربرمحور که به جامعه دانش، جامعه کاربرمحور، مرحله عمل اجتماعی و ویژگی نوآوری انبوه، نوآوری مشترک و نوآوری باز گرایش دارد، منجر شده است. شکل نوآوری 2.0 به تدریج مورد توجه جامعه علمی و اجتماعی قرار گرفته است.

## صنعت ارتباطات موبایل[۲]
- 0G: یک تکنولوژی اولیه تلفن همراه که در دهه 1970 ظاهر شد. در این زمان، اگرچه تلفن‌های همراه به صورت کیف دستی ظاهر شده بودند، هنوز عموماً نیاز به نصب در ماشین یا کامیون داشتند.
- PTT: فشردن برای صحبت کردن (Push to Talk)
- MTS: سیستم تلفن همراه (Mobile Telephone System)
- IMTS: سرویس تلفن همراه بهبود یافته (Improved Mobile Telephone Service)
- AMTS: سیستم تلفن همراه پیشرفته (Advanced Mobile Telephone System)
- 0.5G: یک گروه از تکنولوژی‌ها که ویژگی‌های فنی پایه‌ای 0G را بهبود می‌بخشند.
- Autotel / PALM: اتوتل یا PALM (خدمات عمومی خودکار زمین موبایل)
- ARP: تلفن رادیویی ماشین (Autoradiopuhelin, Car Radio Phone)
- 1G: اشاره به نسل اول تکنولوژی تلفن بی‌سیم، یعنی تلفن همراه بی‌سیم سلولی. استانداردهای تلفن همراه رادیویی بی‌سیم آنالوگ در دهه 1980 معرفی شدند.
- NMT: تلفن همراه نوردیک (Nordic Mobile Telephone)
- AMPS: سیستم تلفن همراه پیشرفته (Advanced Mobile Phone System)
- TACS: سیستم ارتباطات دسترسی کامل (Total Access Communication System) نسخه اروپایی AMPS
- JTAGS: سیستم ارتباطات دسترسی کامل ژاپن (Japan Total Access Communication System)
- 2G: نسل دوم تلفن بی‌سیم مبتنی بر تکنولوژی دیجیتال. شبکه‌های 2G فقط برای ارتباطات صوتی هستند، بجز اینکه برخی استانداردها می‌توانند از پیامک به عنوان یک شکل از انتقال داده استفاده کنند.
- GSM: سیستم جهانی ارتباطات موبایل (Global System for Mobile Communications)
- iDEN: شبکه دیجیتال یکپارچه پیشرفته (Integrated Digital Enhanced Network)
- D-AMPS: سیستم تلفن همراه پیشرفته دیجیتال مبتنی بر TDMA
- cdmaOne: دسترسی چندگانه تقسیم کدی تعریف شده توسط IS-95
- PDC: تلفن همراه دیجیتال شخصی (Personal Digital Cellular)
- TDMA: دسترسی چندگانه تقسیم زمانی (Time Division Multiple Access)
- 2.5G: مجموعه‌ای از تکنولوژی‌های انتقالی بین تکنولوژی‌های بی‌سیم 2G و 3G. علاوه بر صدا، شامل تکنولوژی‌های ارتباطی دیجیتال است که از ایمیل و مرور وب ساده پشتیبانی می‌کنند.
- GPRS: سرویس بسته رادیویی عمومی (General Packet Radio Service)
- WiDEN: شبکه فراگیر یکپارچه ارسال پیشرفته (Wideband Integrated Dispatch Enhanced Network)
- 2.75G: اشاره به یک تکنولوژی که اگرچه به الزامات 3G نمی‌رسد، ولی در بازار نقش 3G را ایفا می‌کند.
- CDMA2000 1xRTT: CDMA-2000 یک استاندارد TIA (IS-2000) است که از cdmaOne تکامل یافته است. در مقایسه با 3G، CDMA2000 پشتیبان 1xRTT الزامات کمتری دارد.
- EDGE: نرخ داده‌های افزایش یافته برای تکامل GSM (Enhanced Data rates for GSM Evolution)
- 3G: نمایانگر نسل سوم تکنولوژی ارتباطات بی‌سیم، که از تکنولوژی‌های ارتباطی صوتی، داده‌ای و چندرسانه‌ای در شبکه‌های بی‌سیم پشتیبانی می‌کند.
- W-CDMA: دسترسی چندگانه تقسیم کدی پهن باند (Wideband Code Division Multiple Access)
- UMTS: سیستم جهانی ارتباطات موبایل (Universal Mobile Telecommunications System)
- FOMA: دسترسی چندرسانه‌ای موبایل آزاد (Freedom of Mobile Multimedia Access)
- CDMA2000 1xEV: پیشرفته‌تر از CDMA2000، که از تکنولوژی 1xEV پشتیبانی می‌کند و می‌تواند به الزامات 3G برسد.
- TD-SCDMA: دسترسی چندگانه تقسیم کدی همزمان تقسیم زمانی (Time Division-Synchronous Code Division Multiple Access)
- 3.5G: به طور کلی اشاره به تکنولوژی‌ای که فراتر از توسعه تکنولوژی‌های بی‌سیم و موبایل جامع 3G می‌رود.
- HSDPA: دسترسی بسته با سرعت بالای پایین‌دستی (High-Speed Downlink Packet Access)
- 3.75G: تکنولوژی‌ای که فراتر از توسعه تکنولوژی‌های بی‌سیم و موبایل جامع 3G می‌رود.
- HSUPA: دسترسی بسته با سرعت بالای بالادستی (High-Speed Uplink Packet Access)
- 4G: نامگذاری شده برای تکنولوژی ارتباطات بی‌سیم موبایل با سرعت بالا و طراحی شده برای ارائه خدمات داده و تلویزیون تعاملی جدید در شبکه‌های موبایل.
- 5G: هدف آن بهبود بر روی 4G، ارائه زمان‌های پاسخ پایین‌تر (تاخیر کمتر) و سرعت‌های انتقال داده بالاتر.

## نسل‌های تلفن همراه
در اوایل دهه 1980، نسل اول (1G) به عنوان ارتباط صوتی تنها از طریق "تلفن‌های آجر" معرفی شد. بعدها در سال 1991، توسعه نسل دوم (2G) قابلیت‌های پیام کوتاه (SMS) و سرویس پیام چندرسانه‌ای (MMS) را معرفی کرد، که امکان ارسال و دریافت پیام‌های تصویری بین تلفن‌ها را فراهم می‌کرد. در سال 1998، نسل سوم (3G) معرفی شد تا سرعت‌های انتقال داده سریع‌تری را برای پشتیبانی از تماس‌های ویدیویی و دسترسی به اینترنت فراهم کند. نسل چهارم (4G) در سال 2008 منتشر شد تا از خدمات پرتقاضا‌تری مانند خدمات بازی، تلویزیون موبایل HD، کنفرانس‌های ویدیویی و تلویزیون سه‌بعدی پشتیبانی کند. تکنولوژی نسل پنجم (5G) ابتدا در سال 2019 عرضه شد، اما هنوز فقط در برخی مناطق در دسترس است.

### شبکه‌های 4G
4G سرویس سلولی اصلی فعلی است که به کاربران تلفن همراه ارائه می‌شود و عملکردی حدود 10 برابر سریع‌تر از سرویس 3G دارد. یکی از مهم‌ترین ویژگی‌های شبکه‌های موبایل 4G تسلط انتقال بسته‌های پرسرعت یا ترافیک انفجاری در کانال‌ها است. همان کدهایی که در شبکه‌های 2G-3G استفاده می‌شدند، در شبکه‌های موبایل یا بی‌سیم 4G نیز به کار می‌روند. تشخیص انفجارهای بسیار کوتاه به دلیل خواص همبستگی جزئی بسیار ضعیف آنها، یک مشکل جدی خواهد بود.

### شبکه 5G
اهداف عملکرد 5G شامل نرخ داده‌های بالا، کاهش تأخیر، صرفه‌جویی در انرژی، کاهش هزینه‌ها، افزایش ظرفیت سیستم و اتصال دستگاه‌های گسترده است. 5G هنوز نوعی شبکه نسبتاً جدید است و در حال گسترش در سراسر کشورهاست. در آینده، 5G استاندارد خدمات سلولی در سراسر جهان خواهد شد. شرکت‌هایی مانند AT&T، Verizon، و T-Mobile از جمله شرکت‌های سلولی معروفی هستند که خدمات 5G را در سراسر ایالات متحده ارائه می‌دهند. 5G در آغاز سال 2020 شروع به استقرار شد و از آن زمان تاکنون در حال رشد است. طبق گزارش انجمن GSM، تا سال 2025 حدود 1.7 میلیارد مشترک، اشتراک خدمات 5G خواهند داشت.
سیگنال‌های بی‌سیم 5G از طریق تعداد زیادی از ایستگاه‌های سلولی کوچک که در مکان‌هایی مانند تیرهای چراغ یا سقف ساختمان‌ها قرار دارند، منتقل می‌شوند. در گذشته، شبکه 4G برای انتقال سیگنال‌ها در فواصل دور، به برج‌های سلولی بزرگ نیاز داشت. با معرفی شبکه 5G، استفاده از ایستگاه‌های سلولی کوچک ضروری است زیرا طیف موج میلی‌متری، که نوع خاصی از باند مورد استفاده در خدمات 5G است، فقط در فواصل کوتاه حرکت می‌کند. اگر فاصله بین ایستگاه‌های سلولی طولانی باشد، سیگنال‌ها ممکن است تحت تأثیر شرایط جوی نامساعد یا اشیاء دیگری مانند خانه‌ها، ساختمان‌ها، درختان و غیره قرار گیرند.
در شبکه 5G سه نوع اصلی وجود دارد: باند پایین، باند میانی و باند بالا. فرکانس‌های باند پایین زیر 2 گیگاهرتز، فرکانس‌های باند میانی بین 2 تا 10 گیگاهرتز و فرکانس‌های باند بالا بین 20 تا 100 گیگاهرتز عمل می‌کنند. شرکت Verizon اعداد شگفت‌انگیزی در سرویس 5G باند بالای خود، که به آن "ultraband" می‌گویند، مشاهده کرده که سرعتی بیش از 3 گیگابیت بر ثانیه دارد.
مزیت اصلی شبکه‌های 5G این است که نرخ انتقال داده‌ها بسیار بالاتر از شبکه‌های سلولی قبلی است، تا 10 گیگابیت بر ثانیه، که سریع‌تر از اینترنت سیمی فعلی و 100 برابر سریع‌تر از شبکه 4G LTE قبلی است. مزیت دیگر کاهش تأخیر شبکه (زمان پاسخگویی سریع‌تر) است، که کمتر از 1 میلی‌ثانیه است، در حالی که 4G بین 30-70 میلی‌ثانیه است.
نرخ اوج باید به استاندارد Gbit/s برسد تا حجم بالای داده‌های ویدئوی با کیفیت بالا، واقعیت مجازی و غیره را برآورده کند.
سطح تأخیر رابط هوا باید حدود 1 میلی‌ثانیه باشد که برنامه‌های بلادرنگ مانند رانندگی خودکار و تله‌مدیسین را برآورده می‌کند.
ظرفیت بزرگ شبکه، فراهم کردن ظرفیت اتصال 100 میلیارد دستگاه برای برآوردن ارتباطات اینترنت اشیاء.
بهره‌وری طیف 10 برابر بیشتر از LTE.
با پوشش مداوم در منطقه وسیع و تحرک بالا، نرخ تجربه کاربر به 100 مگابیت بر ثانیه می‌رسد.
چگالی جریان و تعداد اتصالات به شدت افزایش می‌یابد.
از آنجا که 5G یک نوع سرویس نسبتاً جدید است، تنها گوشی‌هایی که اخیراً عرضه شده‌اند یا در حال آمدن هستند می‌توانند از سرویس 5G پشتیبانی کنند. برخی از این گوشی‌ها شامل آیفون 12/13؛ دستگاه‌های منتخب سامسونگ مانند سری S21، سری نوت، سری Flip/Fold، سری A؛ گوگل پیکسل 4a/5؛ و چند دستگاه دیگر از تولیدکنندگان دیگر است. اولین گوشی هوشمند 5G، سامسونگ گلکسی S20، در مارس 2020 توسط سامسونگ عرضه شد. پس از عرضه سری S20 سامسونگ، اپل توانست قابلیت 5G را در آیفون 12 خود که در پاییز 2020 عرضه شد، یکپارچه کند. این گوشی‌های 5G قادر بودند از قدرت قابلیت 5G بهره‌برداری کنند و به مصرف‌کنندگان دسترسی به سرعت‌های کافی برای استریمینگ و بازی‌های با تقاضای بالا را بدهند. نوع دیگری از دستگاه‌های سلولی که استفاده می‌شود، هات‌اسپات 5G است. برای افرادی که دستگاه آنها فقط قابلیت WiFi دارد، این هات‌اسپات‌های 5G عملکرد قوی‌ای ارائه می‌دهند وقتی که به Wi-Fi خانگی دسترسی ندارند.
شبکه‌های خصوصی 5G نیز در بین کسب‌وکارها به شدت در حال رشد هستند. 5G می‌تواند به کسب‌وکارها کمک کند تا با تقاضاهای شبکه‌ای روزافزون فناوری‌های جدیدتر مانند AI، یادگیری ماشینی، AR، و همچنین عملیات‌های معمولی همگام شوند. همانطور که توسط Verizon اعلام شده، یک شبکه خصوصی 5G به مشتریان بزرگ سازمانی و بخش عمومی اجازه می‌دهد تا تجربه 5G سفارشی را به تسهیلات داخلی یا خارجی بیاورند که در آن اتصال با سرعت بالا، ظرفیت بالا و تأخیر کم حیاتی است. دسترسی به چنین شبکه‌های با عملکرد بالا، فرصت‌های زیادی را برای شرکت‌های مختلف فراهم می‌کند. توانایی اتصال تعداد زیادی دستگاه به یک شبکه قابل اعتماد و قدرتمند برای شرکت‌ها و فناوری‌های آنها در آینده حیاتی خواهد بود.

## سیستم‌عامل‌ها
سیستم‌عامل (OS)، برنامه‌ای است که تمام برنامه‌های یک کامپیوتر را مدیریت می‌کند و اغلب به عنوان مهم‌ترین نرم‌افزار شناخته می‌شود. برای اجرای یک کامپیوتر، برنامه‌ها از طریق رابط برنامه‌نویسی اپلیکیشن (API) به سیستم‌عامل درخواست ارسال می‌کنند[10] و کاربران می‌توانند از طریق خط فرمان یا رابط کاربری گرافیکی با کیبورد و موشواره یا با لمس با سیستم‌عامل تعامل داشته باشند. یک کامپیوتر بدون سیستم‌عامل، هیچ کاربردی ندارد زیرا قادر به اجرا و انجام وظایف به طور موثر نخواهد بود[11]. به عنوانی که سیستم‌عامل منابع سخت‌افزاری و نرم‌افزاری کامپیوتر را مدیریت می‌کند، بدون آن کامپیوتر قادر به ارتباط برقراری بین برنامه‌ها و سخت‌افزارهای متصل به آن نخواهد بود.
زمانی که کسی یک کامپیوتر را خریداری می‌کند، سیستم‌عامل به طور پیش‌فرض بارگذاری شده است. معروف‌ترین انواع سیستم‌عامل‌ها شامل Microsoft Windows، Apple macOS، Linux، Android و Apple's iOS هستند. اکثر سیستم‌عامل‌های مدرن امروزی از رابط کاربری گرافیکی یا GUI استفاده می‌کنند. یک GUI به کاربر امکان انجام وظایف خاص را می‌دهد، مانند استفاده از موس برای کلیک بر روی آیکون‌ها، دکمه‌ها و منوها. همچنین به نمایش گرافیکی و متون کمک می‌کند که به وضوح قابل مشاهده باشند.
در سال 1985، مایکروسافت سیستم‌عامل ویندوز را ایجاد کرد که پرطرفدارترین سیستم‌عامل در سراسر جهان است. در اکتبر 2021، جدیدترین نسخه ویندوز ویندوز 10 است. برخی از نسخه‌های گذشته آن شامل ویندوز 7، 8 و 10 بوده‌اند. در اکثر کامپیوترها، ویندوز به طور پیش‌فرض بارگذاری می‌شود. به گفته Medium، "ویندوز با هدف جلب کاربران معمولی روزمره که عمدتاً به بهینه‌سازی و امنیت بهینه دستگاه‌هایشان اهمیت نمی‌دهند، بلکه بیشتر به قابلیت استفاده، آشنایی و دسترسی به ابزارهای تولیدی تمرکز دارند."
سیستم‌عامل محبوب دیگر، macOS اپل است. macOS و Microsoft Windows در رقابت هستند زیرا هر دو به طور گسترده استفاده می‌شوند. اپل همچنین یک سیستم‌عامل موبایل به نام iOS ارائه می‌دهد که به طور انحصاری برای آیفون‌ها استفاده می‌شود، که یکی از محبوب‌ترین گوشی‌های بازار است. این دستگاه‌ها به طور منظم به روزرسانی می‌شوند زیرا معمولاً ویژگی‌های جدیدی اضافه می‌شود. به گفته The Verge، "بسیاری از کاربران رابط کاربری منحصر به فرد با حرکات لمسی و آسانی استفاده که iOS ارائه می‌دهد را قدردانی می‌کنند."
وقتی به فناوری‌های موبایل و کامپیوتر نگاه می‌کنیم، سیستم‌عامل‌های آن‌ها تفاوت‌های زیادی دارند زیرا برای کاربران مختلف توسعه داده شده‌اند. برخلاف سیستم‌عامل‌های موبایل، سیستم‌عامل‌های کامپیوتر بسیار پیچیده‌تر هستند زیرا داده‌های بیشتری را ذخیره می‌کنند. علاوه بر این، دو دارای رابط کاربری متفاوت هستند و از آنجا که سیستم‌عامل‌های کامپیوتر از گذشته بیشتر به کار می‌روند، استفاده بیشتری دارند. تفاوت مهم دیگر این است که گوشی‌های موبایل امکانات مانند ویژگی میزکار را همانند اکثر کامپیوترها ارائه نمی‌دهند. با توجه به رابط دستگاه‌های موبایل که آن‌ها را از کامپیوترها متمایز می‌کند، آن‌ها ساده‌تر در استفاده هستند.
بسیاری از انواع سیستم‌عامل‌های موبایل (OS) برای گوشی‌های هوشمند موجود هستند که شامل Android، BlackBerry OS، webOS، iOS، Symbian، Windows Mobile Professional (لمسی)، Windows Mobile Standard (غیر لمسی) و Bada می‌شوند. محبوب‌ترین‌ها شامل آیفون اپل و جدیدترین‌ها: Android است. Android، یک سیستم‌عامل موبایل توسعه یافته توسط گوگل است
که اولین سیستم‌عامل موبایل کاملاً منبع باز است، به این معنی که برای هر شبکه موبایل تلفن همراه رایگان است.
از سال 2008، سیستم‌عامل‌های قابل تنظیم به کاربر اجازه می‌دهند تا بتوانند برنامه‌هایی مانند بازی‌ها، GPS، ابزارهای کاربردی و ابزارهای دیگر را دانلود کنند. کاربران همچنین می‌توانند برنامه‌های خود را ایجاد و منتشر کنند، به عنوان مثال در فروشگاه اپل. Palm Pre با استفاده از webOS، قابلیت‌هایی را از طریق اینترنت دارد و می‌تواند به زبان‌های برنامه‌نویسی مبتنی بر اینترنت مانند Cascading Style Sheets (CSS)، HTML و JavaScript پشتیبانی کند. BlackBerry از Research In Motion (RIM) یک گوشی هوشمند با پخش کننده چندرسانه‌ای و نصب نرم‌افزارهای شخص ثالث است. اسمارت فون‌های Windows Mobile Professional (Pocket PC یا Windows Mobile PDA) شبیه به دستیارهای شخصی دیجیتال (PDA) هستند و دارای قابلیت لمسی هستند. Windows Mobile Standard دارای صفحه لمسی نیست و از توپ کلی، پد لمسی یا سنگنده‌ها استفاده می‌کند

## کنترل باند و به اشتراک گذاری فایل
کنترل باند و به اشتراک گذاری فایل دو مسئله مورد اختلاف در فناوری اینترنت موبایل شده‌اند. با توجه به اینکه هر کاربر معمولی اینترنت می‌خواهد هر چند دقیقه یک صفحه وب جدید را با سرعت ۱۰۰ کیلوبیت بر ثانیه ببیند، نیاز به روشن شدن وضوح در تأثیر این فعالیت‌ها وجود دارد. تغییرات در پروتکل‌های امنیتی شبکه‌های بی‌سیم، منجر به محدودیت انتقال فایل‌های بزرگ شده است، زیرا ارائه‌دهندگان خدمات بهینه‌سازی استفاده از باند را مد نظر دارند. به عنوان مثال، شرکت AT&T تهدید به بستن دسترسی کاربران را داد که از برنامه‌های به اشتراک‌گذاری فایل نظیر P2P در شبکه‌های ۳G خود استفاده کنند، که باعث محدود شدن دسترسی به سرویس‌هایی مانند iTunes شد. این سیاست باعث شد که کاربران مجبور شوند برای دانلود فایل‌ها به دنبال نقاط دسترسی Wi-Fi شوند. محدودیت‌های مربوط به شبکه‌های بی‌سیم حتی با ظهور فناوری ۴G همچنان ادامه دارد، به دلیل اختلافات بنیادین با دسترسی به اینترنت سیمی. اگر ارائه‌دهندگان شبکه‌های بی‌سیم نتوانند به این تفاوت‌ها و محدودیت‌های پهنای باند پاسخ دهند، ممکن است منجر به نارضایتی مشتریان و تأخیرهایی در بازار شود.

### فناوری اینترنت موبایل
فناوری اینترنت  موبایل از توسعه اینترنت رایانه‌های شخصی به شکل دستگاه‌های تلفن همراه و قابل حمل نشأت گرفته است. ادغام ارتباطات موبایل با قابلیت‌های اینترنت، دسترسی آسان‌تر به اینترنت را از طریق تکنولوژی‌های موبایل نظیر گوشی‌های هوشمند، تبلت‌ها و لپ‌تاپ‌ها فراهم کرده است که این دستگاه‌ها از محبوب‌ترین تکنولوژی‌های موبایل هستند. این عبارت یک مفهوم کلی برای فعالیت‌هایی است که در آن فناوری‌ها، پلتفرم‌ها، مدل‌های کسب‌وکار و برنامه‌های اینترنت با تکنولوژی‌های ارتباطات موبایل ادغام می‌شوند.

## برنامه‌های پزشکی
صنعت پزشکی فعلی آغاز به گنجاندن فناوری‌های جدیدی نظیر درمان آنلاین، تعیین وقت آنلاین، همکاری تله‌مدیسین و پرداخت آنلاین به عملکرد خود کرده است. تعداد بیشتری از بیمارستان‌ها و کلینیک‌ها اقدام به پیاده‌سازی سیستم‌های پرونده‌های پزشکی الکترونیکی (EHR) کرده‌اند تا به مدیریت داده‌های بزرگ بیماران خود از طریق سیستم‌های سنتی پرونده کاغذی کمک کنند. پرونده‌های پزشکی الکترونیکی، سوابق و اطلاعات بیمارانی است که به صورت دیجیتال ذخیره می‌شوند و تنها توسط افرادی که مجاز هستند، قابل دسترسی آنلاین هستند.
از دیدگاه بیمار:
- ارزیابی شفاهی انواع مختلف بیمارستان‌ها و پزشکان به سرعت در اینترنت شفاف می‌شود. هنگامی که افراد به دکتر مراجعه می‌کنند، می‌توانند فوراً دکتر را ارزیابی کنند و به همه اطلاع دهند.
- داده‌های بزرگ بیماری کاربر به صورت دائمی با پرونده پزشکی الکترونیکی ذخیره می‌شود تا پایان عمر.
- در آینده، دنیای اینترنت اشیاء تمام اطلاعات شما را شبکه‌ای می‌کند. زمان غذا خوردن، فعالیت‌های انجام شده و کالری‌های مصرفی آن روز همه به ابر بارگذاری می‌شوند. پزشک می‌تواند بر اساس رژیم غذایی منظم شما وضعیت را دقیق‌تر تشخیص دهد.
- بسیاری از بیماران می‌توانند به دلیل قابل اطمینان بودن داده‌های بزرگ، انتخاب کنند که به جستجوی درمان پزشکی در بیمارستان نروند و به طور مستقیم آن را از راه دور حل کنند.
پیشرفت مداوم فناوری، به خدمات و درمان‌های پزشکی مرتبط اجازه می‌دهد که موثرتر و شخصی‌تر شوند. با پیشرفت فناوری سه‌بعدی در پزشکی، فرصت‌هایی برای درمان‌های بهینه و سفارشی مانند داروها و جراحی‌ها به‌طور قابل توجهی قابل دسترسی شده است. فناوری به طراحی بهینه‌تر و کاربردی‌تر فراهم می‌آورد و کارشناسان مصمم‌اند که کاربردهای بهینه فناوری را در حوزه پزشکی پیدا کنند تا درمان‌های سفارشی را به صرفه، کارآمد و عملی کنند. کارشناسان آغاز به مطالعه و استفاده از فناوری سه‌بعدی در رویه‌های جراحی کرده‌اند، جایی که جراحان و دانشجویان جراحی با استفاده از شبیه‌سازهای فیزیکی چاپ‌شده سه‌بعدی به هدایت جراحی‌های جمجمه‌ای پرداخته‌اند با استفاده از داده‌های بیماران.

## تجارت همراه (M-commerce)
تجارت الکترونیک همراه می‌تواند به کاربران خدمات، برنامه‌ها، اطلاعات و سرگرمی‌های مورد نیاز را در هر زمان و مکان فراهم آورد. خرید و استفاده از کالاها و خدمات با معرفی یک پایانه همراه راحت‌تر شده است. به علاوه، وب‌سایت‌ها شروع به پذیرش انواع مختلف پرداخت‌های موبایل کرده‌اند. پلتفرم پرداخت موبایل، نه تنها کارت‌های بانکی مختلف را برای پرداخت آنلاین پشتیبانی می‌کند، بلکه از عملیات ترمینال‌های مختلفی نظیر تلفن‌های همراه و تلفن‌ها نیز پشتیبانی می‌کند که نیازهای مصرف‌کنندگان آنلاین را در جستجوی شخصی‌سازی و تنوع برطرف می‌کند.
با توجه به شیوع ویروس کووید۱۹، استفاده از تجارت الکترونیک همراه در فروشگاه‌های خرده‌فروشی محبوب مانند آمازون، ۷۱۱ و دیگر خرده‌فروش‌های بزرگ بسیار زیاد شده است. خرید آنلاین باعث شده است که فروشگاه‌های بسیاری برای مشتریان به دسترس و راحت‌تر شوند، تا آنجایی که این برنامه‌ها به طور مستقیم و ساده طراحی شوند. طراحی UI/UX ضعیف عامل بزرگی است که ممکن است مشتریان را از تکمیل خریدهایشان و/یا جستجو در وب‌سایت‌های آنلاین منحرف کند

### واقعیت افزوده (AR)
واقعیت افزوده به مشتریان امکان می‌دهد که پیش از نهایی کردن خرید خود، اقلام را پیش‌نمایش دهند.
واقعیت افزوده همچنین به عنوان "واقعیت تلفیقی" شناخته می‌شود و از فناوری کامپیوتر برای اعمال اطلاعات مجازی به دنیای واقعی استفاده می‌کند. این فناوری اطلاعات مجازی را به دنیای واقعی اعمال می‌کند. محیط واقعی و اشیاء مجازی به طور همزمان در همان صفحه یا فضا در زمان واقعی ادغام می‌شوند. واقعیت افزوده اطلاعاتی را فراهم می‌کند که به طور کلی با ادراک انسان‌ها متفاوت است. این فناوری نه تنها اطلاعات دنیای واقعی را نمایش می‌دهد، بلکه به طور همزمان اطلاعات مجازی را نیز نمایش می‌دهد و این دو نوع اطلاعات به یکدیگر تکمیل‌کننده هستند.
به گزارش PSFK Research، مشتریان به وقت خود ارزش قائل هستند. 72% از مشتریان به دنبال زمان خرید سریع‌تر  و کارآمدتر با کمک فناوری هستند، در حالی که 61% از آنها به دنبال فناوری کارآمد هستند که به آنها کمک کند کالاهای خود را سریع‌تر پیدا کنند. خرده‌فروشان و کسب‌وکارها واقعیت افزوده را برای بهبود مدیریت کارا و برنامه‌ریزی محبوس به دورکاری پیاده‌سازی کرده‌اند. داشتن تصویرسازی اشیاء مانند لباس، آرایش و کفش امکان یک تجربه خرید بهتر و گزینه‌بندی شده را فراهم می‌کند که می‌تواند فرآیند تسویه حساب را بهبود بخشد و مقدار زمان صرف‌شده در فروشگاه را کاهش دهد.

## تأثیرات فناوری های مدرن بر خانواده
استفاده گسترده از فناوری‌های تلفن همراه چگونگی تعاملات خانوادگی را از طریق فناوری تغییر داده است. با ظهور دستگاه‌های تلفن همراه، خانواده‌ها به طور فزاینده‌ای در حال حرکت بودند و کمتر در تماس فیزیکی با یکدیگر قرار می‌گرفتند. با این حال، این روند به این معنی نیست که خانواده‌ها دیگر با یکدیگر تعامل ندارند، بلکه به یک شکل دیجیتالی تکامل یافته‌اند. یک مطالعه نشان داده است که خانواده‌های مدرن در واقع با استفاده از رسانه‌های تلفن همراه بهتر یاد می‌گیرند، و کودکان برای همکاری با والدین خود از طریق وسایل دیجیتالی بیشتر حاضر هستند تا روش مستقیم. به عنوان مثال، اعضای خانواده می‌توانند اطلاعات مقالات یا ویدیوهای آنلاین را از طریق دستگاه‌های تلفن همراه به اشتراک بگذارند و در نتیجه در طول روز مشغول به ارتباط با یکدیگر بمانند. اعضای خانواده همچنین می‌توانند از پلتفرم‌های چت ویدیویی استفاده کنند تا در تماس با یکدیگر بمانند حتی زمانی که فیزیکی حاضر نیستند. این می‌تواند با برنامه‌هایی که ویژگی‌هایی مانند به اشتراک گذاری عکس بین خانواده‌ها و ارائه به روز رسانی‌های زندگی از طریق وضعیت‌ها و تصاویر ارائه می‌دهند گام مهم‌تری بردارد. به عنوان مثال، نمونه‌های این برنامه شامل گوگل فتو، فیسبوک، اینستاگرام و توییتر هستند. در کنار اینها، برنامه‌های مدیریت مالی و کتاب الکترونیکی هم ویژگی همکاری برای اعضای خانواده ارائه می‌دهند. این ویژگی به آن دلیل مهم است که حتی زمانی که یک خانواده ممکن است در یک خانه زندگی می‌کند، انجام وظایف مرتبط با سبک زندگی آسان‌تر می‌شود.
در حالی که جهان دیجیتالی‌تر شده است، فناوری تلفن همراه نقش خود را در پیش بردن زمان نگهداشتن. این نیز از طریق چندین برنامه تلفن همراه ثابت شده است که برای افزایش ارتباط بین آنهایی که در همان خانه زندگی می‌کنند و حتی آنهایی که ممکن است دور باشند استفاده شده‌اند. این موضوع از نگرانی های بسیاری همراه است. خیلی از والدین کودکان دبستانی نگرانی و بعضاً ناموافقت از استفاده سنگین از فناوری تلفن همراه را بیان می‌کنند. والدین ممکن است احساس کنند که استفاده بیش از حد از این فناوری‌ها کودکان را از تجربه‌های اتصالی "آفلاین" منحرف می‌کند، و بسیاری از آنها نگرانی‌های امنیتی در مورد استفاده کودکان از رسانه‌های تلفن همراه را بیان می‌کنند. در حالی که والدین ممکن است بسیاری از نگرانی‌ها داشته باشند، این به این معنی نیست که آنها به طور ضروری ضد فناوری هستند. در واقع، بسیاری از والدین از استفاده از فناوری تلفن همراه تایید می‌دهند اگر کودکانشان از جلسه‌ها چیزی یاد بگیرند. به عنوان مثال، از طریق آموزش هنر یا موسیقی در یوتیوب. Hosokawa و Katsura در مقاله خود با عنوان "ارتباط بین استفاده از فناوری تلفن همراه و تنظیمات کودک در دوره اول دبستان" در مورد این موضوع صحبت می‌کنند که مثبت و یا منفی بودن اثرات استفاده از فناوری تلفن همراه به طور کامل از محتوا و استفاده آن به وابسته است. نویسندگان مطالعاتی را ارائه می‌دهند که نشان می‌دهند حتی در مواقعی که توسعه مثبت مهارت‌های شناختی و آموزشی از طریق افزایش زمان فناوری وجود دارد، اثرات منفی بسیار بیشتری در توسعه اجتماعی و روانشناختی کودکان ممکن است وارد شود که شامل هر چیزی از کاهش تعامل صورت به صورت برای کودکان به تأثیرگذاری در خواب و رفتار یک کودک می‌شود.
به زندگی خانوادگی، این اختراع فناوری‌ای تأثیرات مثبت و منفی از همان اندازه ای را ایجاد کرده است. در حالی که برخی ممکن است این دستگاه را برای تسهیل ارتباطات میان افراد و خانواده، برخی محققان تاثیر خلاف را ثابت کرده اند. این دستگاه ها و فناوری را به تقویت واحد خانواده ها. به عنوان مثال، خانواده از استرس روزمره خود با ارسال پیام های متنی، تماس های تلفنی و ایمیل جبران می کنند. که بهره جیزد ن (levant, 2008).

## آینده‌ی گوشی‌های هوشمند

### گوشی‌های هوشمند قاب‌پذیر
نسل بعدی گوشی‌های هوشمند قاب‌پذیر خواهند بود که از قابلیت‌های ردیابی محیطی بهره می‌برند و از قابلیت‌های تبادل داده جسمی بهره می‌برند. یکی از ویژگی‌های اصلی این است که گوشی‌ها شروع به ذخیره داده‌های شخصی کاربران می‌کنند و با تطبیق به پیش‌بینی نیازهای اطلاعاتی کاربران می‌پردازند. برنامه‌های جدیدی با گوشی‌های جدید منتشر می‌شوند، از جمله دستگاه اشعه ایکس که اطلاعات درباره هر موقعیتی که گوشی به آن نقطه نگاه می‌کند، را نشان می‌دهد. شرکت‌ها نرم افزارهایی را توسعه می‌دهند تا از داده‌های مکان‌یابی دقیقتر استفاده کنند. این به عنوان اینکه گوشی را به عنوان یک موش مجازی قادر به کلیک کردن در جهان واقعی شرح داده شده است.[citation needed] یک مثال این است که گوشی را به ساختمانی اشاره دهید در حالی که پخش زنده را باز کرده‌اید، و گوشی متنی با تصویر ساختمان نشان می‌دهد و مکان آن را برای استفاده در آینده ذخیره می‌کند.

### تکنولوژی هوشمند و تحولات در صنعت گوشی‌های هوشمند
تکنولوژی گوشی‌های هوشمند در حال توسعه پیوسته‌ای است و از دو دهه گذشته که در بازار حضور دارد، استفاده‌ی وسیعی در زمینه‌های از جمله تفریح، کسب و کار، سرگرمی، بهره‌وری و بسیاری موارد دیگر دارد. در حال حاضر، ۲۳۷ برند گوشی هوشمند با هزاران مدل مختلف وجود دارد و این اعداد در حال رشد است. شرکت‌ها گوشی‌های هوشمند را برای هر حالت استفاده و برای گروه قیمتی مختلف منتشر می‌کنند. در طول دهه گذشته، قیمت‌های گوشی‌های هوشمند در حال افزایش بوده است، که باعث رشد قیمت‌ها در بخش های پایین و قیمت متوسط شده است. می‌توان انتظار داشت که سقف قیمت‌ها به تدریج در سال‌های آینده افزایش یابد. گوشی‌های هوشمند ابزارهای محاسباتی قدرتمند در صنعت پزشکی هستند که در داخل و خارج از کلینیک‌ها استفاده می‌شوند.
دستگاه Omnitouch یک دستگاه است که امکان مشاهده و استفاده از برنامه‌ها را بر روی دست، بازو، دیوار، میز و یا هر سطح روزمره دیگر فراهم می‌کند. این دستگاه از رابط لمسی حسگری استفاده می‌کند که به کاربر اجازه می‌دهد تا تمام عملکردها را با لمس انگشت دسترسی داشته باشد. Omnitouch در دانشگاه Carnegie Mellon توسعه یافته است. این دستگاه از یک پروژکتور و دوربین استفاده می‌کند که بر روی شانه کاربر قرار دارد، بدون هیچ کنترل دیگری به جز انگشتان کاربر.

### محاسبات فوق‌کامپیوتری
در طول دهه گذشته، پردازنده‌های SOC (سیستم در یک تراشه) گوشی‌های هوشمند به سرعت بالایی رسیده‌اند تا به پردازنده‌ها و GPUهای کلاس دسکتاپ برسند. گوشی‌های هوشمند امروزی قادر به انجام وظایف مشابه با کامپیوترها هستند با سرعت و کارایی. کارایی این جامعه اولویت بالایی دارد که گوشی‌های هوشمند غالب هستند. سرعت محاسباتی که با FLOPS چیپ‌های گوشی‌های هوشمند اندازه‌گیری شده است، به اندازه ستون عصبی مغز موش قدرتمند است. با توسعه سریع در SOCهای گوشی‌های هوشمند، به زودی قدرت کافی برای جایگزینی تقریباً کامل تراشه‌های کامپیوتر در بازار مصرفی فراهم خواهد شد زیرا SOCهای گوشی‌های هوشمند ارزان و بسیار کارآمد هستند و در عین حال قدرتمند هستند.

### اتصالات 6G
اتصالات حیاتی در حالی که گوشی‌های هوشمند برای انجام وظایف بیشتری نیاز به نشستن در مقابل یک کامپیوتر دارند، بسیار مهم تر از همیشه است. 6G قرنطینهایی از آینده را که هنوز ممکن نیست، خواهد آورد. از جمله هولوگرافی، واقعیت مجازی، رانندگی خودکار و غیره. با ده برابر سرعت 5G، 6G می‌تواند تجربه‌ای جذاب از ادغام واقعیت مجازی با دنیای واقعی ارائه دهد. 6G برنامه‌های زیادی در تقریباً هر صنعتی دارد. دستگاه‌های متصل به اینترنت گسترده‌ای هستند و هم‌پیوندی مانند 6G ارتباطات بدون تأخیر را برای یک سرور اتوماسیون قوی فراهم می‌آورد.

## تحول گوشی هوشمند
شرکت‌های تولید کننده گوشی‌های هوشمند سعی می‌کنند تا شکل و عملکرد را به گونه‌ای ترکیب کنند که ارزش بهینه‌ای برای مشتریان فراهم شود. برخی شرکت‌ها با طراحی‌هایی نوآورانه به طور کامل نسبت به نرم شدن طراحی معمول گوشی‌ها پرداخته‌اند. به عنوان مثال، گوشی Samsung Galaxy Fold یک گوشی قابل انعطاف بود که دارای صفحه‌نمایش قابل انعطاف بود.[30] این یک نمونه آزمایشی بود که در زمان پرده‌برداری به بازار آمد، اما با سه نسخه‌گیری و شرکت‌های دیگری که طراحی را ادامه دادند، طراحی جدیدی به وجود آمد. با پیشرفت فناوری صفحه‌نمایش انعطاف‌پذیر، فرصت‌هایی جهت طراحی‌های جدید به وجود آمده است. اندازه صفحه‌نمایش نیز نقش مهمی در صنعت گوشی‌های هوشمند ایفا کرده است، زیرا به شرکت‌ها اجازه داده است تا فناوری‌های بیشتری را در بدنه گوشی گنجانند و همچنین به تقاضای بالای گوشی‌های هوشمند با صفحه‌نمایش بزرگ پاسخ دهند.[31] اولین گوشی هوشمند با صفحه‌نمایش لمسی که اپل در سال 2007 معرفی کرد، دارای اندازه حدود 3.5 اینچ بود. امروزه اندازه صفحه‌نمایش برای محصولات آیفون اپل به 6.7 اینچ نزدیک شده است، در حالی که شرکت‌های دیگر حتی اندازه 7 اینچ را نیز عبور کرده‌اند.

### تکنولوژی بدون حاشیه
گوشی‌های بدون حاشیه بدون حاشیه هستند که بدون حاشیه هستند، اجازه می‌دهند تا صفحه‌نمایش بزرگتر باشد. اضافه کردن یک صفحه‌نمایش بزرگتر به یک اندازه محدود گوشی می‌تواند عملکرد یک دستی، زیبایی‌شناسی و حس تکنولوژی را افزایش دهد.
با این حال، مشکلات فنی مواجهه‌شده توسط گوشی‌های بدون حاشیه، از جمله نشت نور در صفحه، لمس تصادفی در لبه‌ها و صفحه‌نمایش برهنه و آسیب‌پذیرتر، همگی موانعی برای گسترش این فناوری شده‌اند.

### گوشی شفاف
گوشی شفاف یک گوشی همراه است که از طریق استفاده از شیشه قابل تعویض، اثر نفوذ بصری را به دست می‌آورد تا ظاهر آن شفاف باشد. گوشی‌های همراه شفاف از فناوری شیشه قابل تغییر ویژه استفاده می‌کنند. یکبار شیشه کنترل شده توسط یک جریان الکتریکی از طریق یک سیم شفاف فعال شود، این مولکول‌ها ترتیب می‌دهند تا متن، آیکون‌ها و تصاویر دیگر شکل بگیرند.

### گوشی تراشه‌ای
ایده این است که یک گوشی همراه می‌تواند به طور مستقیم در سطح تراشه‌ای ساخته شود و در بدن جاسازی شود. گوشی‌های همراه به عنوان ابزارهای کمکی مغز برای کمک به بهبود کارایی کار و تجربه حسی استفاده می‌شود.

### طبقه‌بندی فناوری‌های موبایل
فناوری موبایل، به دلیل ادغام فناوری‌های ارتباطی موبایل و فناوری محاسباتی موبایل، اصولاً شامل چهار نوع فناوری زیر است:
1. ارتباطات دوطرفه بر پایه رادیو (رادیو ارتباطی حرفه‌ای یا عمومی) یا پخش
2. خدمات تلفن همراه بر پایه گوشی‌های سلولی، پیامک (SMS)، پروتکل برنامه‌نویسی بی‌سیم (WAP)، خدمات پست رادیویی کلی (GPRS)، شبکه مخابراتی سومی (UMTS یا 3G)
3. بر پایه موبایل شامل لپ‌تاپ‌ها، تبلت‌ها، دستیاران دیجیتال شخصی (PDA)، پیجرها، فناوری بلوتوث، شناسایی فرکانس رادیویی (RFID) و سیستم موقعیت‌یاب جهانی (GPS)
4. بر پایه شبکه شامل شبکه‌های LAN بی‌سیم WiFi یا WAPI که در حال توسعه در چین است.